# Oistins
Oistins è una cittadina di Barbados, capoluogo della parrocchia di Christ Church.